# Colleteria
Colleteria là một chi thực vật có hoa trong họ Thiến thảo (Rubiaceae).

## Loài
Chi Colleteria gồm các loài: